# 伯纳德·科恩
伯纳德·科恩（英語：Bernard S. Cohen，1934年1月17日—2020年10月12日）是美国一名民权律师兼弗吉尼亚州众议院民主党籍众议员。1967年4月10日，他与共同律师菲利普·赫希科普在美国联邦最高法院“洛文诉弗吉尼亚州”一案中为上诉人口头辩护。1967年6月12日，最高法院做出了有利于科恩当事人的判决，裁定禁止异族通婚违宪，从而使美国国内15个州的反移民法无效。

## 早年生活
伯纳德·科恩出生于美国纽约市的布鲁克林区，他是一名犹太裔皮草工人的儿子；而他的父亲则活跃于当地的工会。在一次采访中，科恩将父亲的工会活动与他对劳动人民的尊重以及他作为历史上被压迫的少数民族地位联系到一起，并因此成为他推动平权发展的动力。他曾就读于纽约市立学院和乔治敦大学法律中心。在1960年代，他协助创立了美国公民自由联盟的弗吉尼亚州分部。

## 影视形象
伯纳德·科恩因“洛文诉弗吉尼亚州”而使其形象在多部影视作品中有出现。例如：在1996年电视电影《勇敢的爱》中，他的形象由科里·帕克饰演；而在2016年电影《爱恋》中，他的形象由尼克·克罗尔饰演。